# Конторович, Александр Сергеевич
 Конторович Александр Сергеевич  (род. 15 июля 1957, Москва) — российский писатель-фантаст.

## Биография
Родился 15 июля 1957 года в Москве.
В молодости занимался альпинизмом (III-й разряд), авторской песней.
Образование:
- Техник-топограф и чертёжник-конструктор.
- Высшее юридическое.

В 1975—1977 годах прошёл срочную службу в Советской Армии ВС СССР.
В 1977 году короткое время работал старшим техником в Проблемной лаборатории лавин и селей МГУ.
До 1996 года снова был на службе, звание — майор.
С 1996 года занимался разработкой средств и методов контртеррористической борьбы; получил 6 патентов на методы и оборудование предотвращения терактов.
С 2000 года советник одного из структурных подразделений Ассоциации ветеранов подразделения антитеррора «Альфа».
С 2009 года занимается литературной деятельностью.
В 2022 году поддержал вторжение России на Украину.

#### Коллективные проекты
- Конторович А. Десант попаданцев. Второй шанс для человечества. — М.: Эксмо, 2011. — С. 416. — (В вихре времён). — 10 000 + доп. тираж 3000 + доп. тираж — 3000 экз. — ISBN 978-5-699-46665-8.
- Конторович А. Плацдарм попаданцев. Десантники времени. — М.: Эксмо, 2011. — С. 400. — (В вихре времён). — 12 000 экз. — ISBN 978-5-699-49687-7.
- Конторович А. Прорыв попаданцев. Кадры решают всё. — М.: Эксмо, Яуза, 2011. — С. 352. — (В вихре времён). — 10 000 экз. — ISBN 978-5-699-52316-0.
- Конторович А. Ответный удар «попаданцев». Контрразведка боем. — М.: Эксмо, 2011. — С. 416. — (В вихре времён). — 10 000 экз. — ISBN 978-5-699-53751-8.
- Конторович А. СМЕРШ «попаданцев». «Зачистка» истории. — М.: Яуза, 2012. — С. 352. — (В вихре времён). — 9000 экз. — ISBN 978-5-699-56787-4.
- Конторович А. Гвардия «попаданцев». Британию на дно!. — М.: Яуза, 2012. — С. 288. — (В вихре времён). — 9000 экз. — ISBN 978-5-699-61243-7.

#### Переиздания
- Конторович А. Смертник в серой шинели. Вся трилогия одним томом. — М.: Яуза, 2012. — (Военно-историческая фантастика. Лучшие бестселлеры). — 3000 экз.
- Конторович А. Чёрный диверсант. Первая трилогия о «попаданце». — М.: Яуза, 2012. — С. 864. — (Военно-историческая фантастика. Лучшие бестселлеры). — 3000 экз. — ISBN 978-5-699-58226-6.
- Конторович А. Чёрная кровь. Два бестселлера одним томом. — М.: Яуза, 2012. — (Военно-историческая фантастика. Лучшие бестселлеры). — 3000 экз.
- Конторович А. Восстать из пепла! Ядерная трилогия. — М.: Яуза, 2013. — (Военно-историческая фантастика. Лучшие бестселлеры). — 3000 (+2 000 доп. тираж) экз.
- Конторович А. Смертник в серой шинели. Вся трилогия одним томом. — М.: Яуза, 2013. — С. 720. — (АЛЕКСАНДР КОНТОРОВИЧ. Подарочные издания). — ISBN 978-5-699-61885-9.
- Конторович А. Штурм «попаданцев». Топи Британию! Три бестселлера одним томом. — М.: Яуза, 2013. — С. 736. — (Военно-историческая фантастика. Лучшие бестселлеры). — 3000 экз. — ISBN 978-5-699-62799-8.
- Конторович А. Восстание «попаданцев» Три бестселлера одним томом. — М.: Яуза, 2013. — С. 800. — (АЛЕКСАНДР КОНТОРОВИЧ. Подарочные издания). — 2000 экз. — ISBN 978-5-699-62801-8.

## Дополнительная информация
В книгах проекта «Десант попаданцев» А. Конторович, на самом деле, не единственный автор; главная его роль — руководитель и координатор проекта. Данная серия (в отличие от других серий, пишущихся на форуме «В вихре времён» и издающихся под коллективным псевдонимом Фёдор Вихрев) выпускается издательством под именем писателя. Данный проект — является одним из примеров достаточно успешного написания серий большим коллективом авторов.
Состав коллектива «Десант попаданцев»
```

```

| - Конторович, Александр Сергеевич aka Дядя Саша - Сергей Клюев aka Клим (1967—2011) - Акимов Сергей Викторович aka Cobra - Артюхин Сергей aka Лорд д‘Арт - Гурбанов Кямиль Валихад оглы aka Shono - Ершов Александр Александрович aka Zybrilka - Ким, Сергей aka Set Sever - Коваленко, Владимир Эдуардович aka ВЭК - Кокорин Сергей aka Змей - Колганов Андрей aka Запасной - Коршунов Евгений aka Dingo | - Кулькин Александр Юрьевич aka Старый Империалист - Логинов, Анатолий Анатольевич - Мельников Вадим Артурович aka Spassk - Мысловский Константин Валерьевич aka Котозавр - Мысловская Наталья Николаевна aka Улыбка Енота - Романов, Александр Юрьевич aka П.Макаров - Рыбаков, Артём aka Artof - Сердаров Андрей aka Курбаши - Серебренников Евгений Михайлович aka Всеслав - Сизоненко Андрей aka АЗК | - Спесивцева Елена Валериевна aka Елена Горелик - Спесивцев, Анатолий Фёдорович - Тоскин Николай Валерьевич aka NikTo - Чердаклиева Ирина Николаевна aka Cherdak13 - Чердаклиева Екатерина Николаевна aka Катя - Яворская Елена Валерьевна aka Цинни - Александр aka Зануда - Иван aka Ivto - Константин aka Рысёнок - Марина aka Котёнок - Сергей aka Дог |